# ARC Antioquia (FM-53)
El ARC Antioquia (FM-53) es la tercera nave con este nombre desde 1933 en la Armada de la República de Colombia adquirida 1984. Es la tercera Corbeta adquirida tipo FS-1500 Construido en los astilleros Howaldtswerke en Kiel, Alemania. Es la tercera de cuatro fragatas misileras adquiridas en el marco del plan Neptuno incorporándose en abril de 1984 y desde entonces ha surcado el territorio marítimo, ayudando a preservar la vida humana en el mar, a controlar el tráfico ilícito y contribuyendo a la preservación de los recursos naturales para beneficio de la nación. Su finalidad primordial es la Defensa de la Soberanía, la Independencia, la Integridad de Territorio Nacional y del Orden Constitucional, mediante el desarrollo de múltiples y diferentes operaciones navales, tanto en el mar Caribe como en el Océano Pacífico.
La unidad ha sido condecorada en quince (15) oportunidades así: Medalla Militar "Antonio Nariño", Medalla al Mérito Naval "Almirante Padilla", Medalla "Servicios Distinguidos a La Fuerza de Superficie", Medalla Servicios Distinguidos a la "Fuerza Submarina", Medalla Servicios Distinguidos a la "Aviación Naval", Medalla Servicios Distinguidos al "Cuerpo de Guardacostas", Medalla Militar Coronel "Guillermo Fergusson", Medalla Militar "Servicios Distinguidos a las Fuerzas Militares de Colombia", Servicios Distinguidos a la Armada Nacional, Medalla "Fe en la Causa de la Armada Nacional", Medalla al Mérito Logístico y Administrativo "Contralmirante Rafael Tono", Medalla Militar al "Espíritu Bicentenario Naval", Medalla "Escudo de la Gobernación de Antioquia" categoría Oro, Medalla "Honor al Mérito Gobernación de Antioquia" y la "Órden al Mérito Cívico y Empresarial Mariscal Jorge Robledo" Categoría Plata. Las anteriores, por sus sobresalientes servicios a la Patria durante 40 años de operación y contribuciones a la nación en las misiones asignadas, siempre Protegiendo el Azul de la Bandera.

## Características
Para el año 2010 se repotenciaron la fragata en los muelles de la base naval 'ARC Bolívar' trabajos realizados por COTECMAR (Colombia).
Se instalaron nuevos sistemas que remplazaron a los ya desactualizados, entre los sistemas reemplazados y los nuevos instalados:
• El Radar SMART-S Mk2 que reemplazó al radar Sea Tiger TSR-3004. 
 • El Sistema de combate TACTICOS que reemplazó al sistema de combate VEGA II.
 • El director de tiro STING-EO Mk2 que reemplazó al director de tiro CASTOR 2B.
 • El director de tiro MIRADOR que remplazó al director de tiro CANOPUS.
 • El sistema ESM VIGILE que reemplazaó al sistema ESM DR3000.
 • El lanzador de Chaff/Señuelos SKSW DL-12T que reemplazó al lanzador CSEE DAGAIE Mk2.
 • Motores MTU M-93 Series 4000 que reemplazaron a los motores MTU 1163TB92.
 • Así mismo que se modernizaran los sistemas de comunicaciones con a incorporación de DataLink, Inmarsat, GMDSS